# Distorsionella lewisi
Distorsionella lewisi är en snäckart som först beskrevs av Alan G. Beu 1978.  Distorsionella lewisi ingår i släktet Distorsionella och familjen Personidae. Inga underarter finns listade i Catalogue of Life.